# Miki Monrás
Pas d'image ? Cliquez ici
Miquel "Miki" Monrás, né le 17 janvier 1992 à Barcelone (Espagne), est un pilote automobile espagnol.

## Carrière
- 2002-2006 : Karting
- 2007 : Formule Renault Winter, Italie 13e
- 2008 : Eurocup Formule Renault 21e et Formule Renault 2.0 WEC 8e avec l'écurie SG Formula
- 2009 : Eurocup Formule Renault 5e et Formule Renault 2.0 WEC 4e avec l'écurie SG Formula
- 2010 : GP3 Series, avec l'écurie MW Arden